# Färgensjöarnas naturreservat

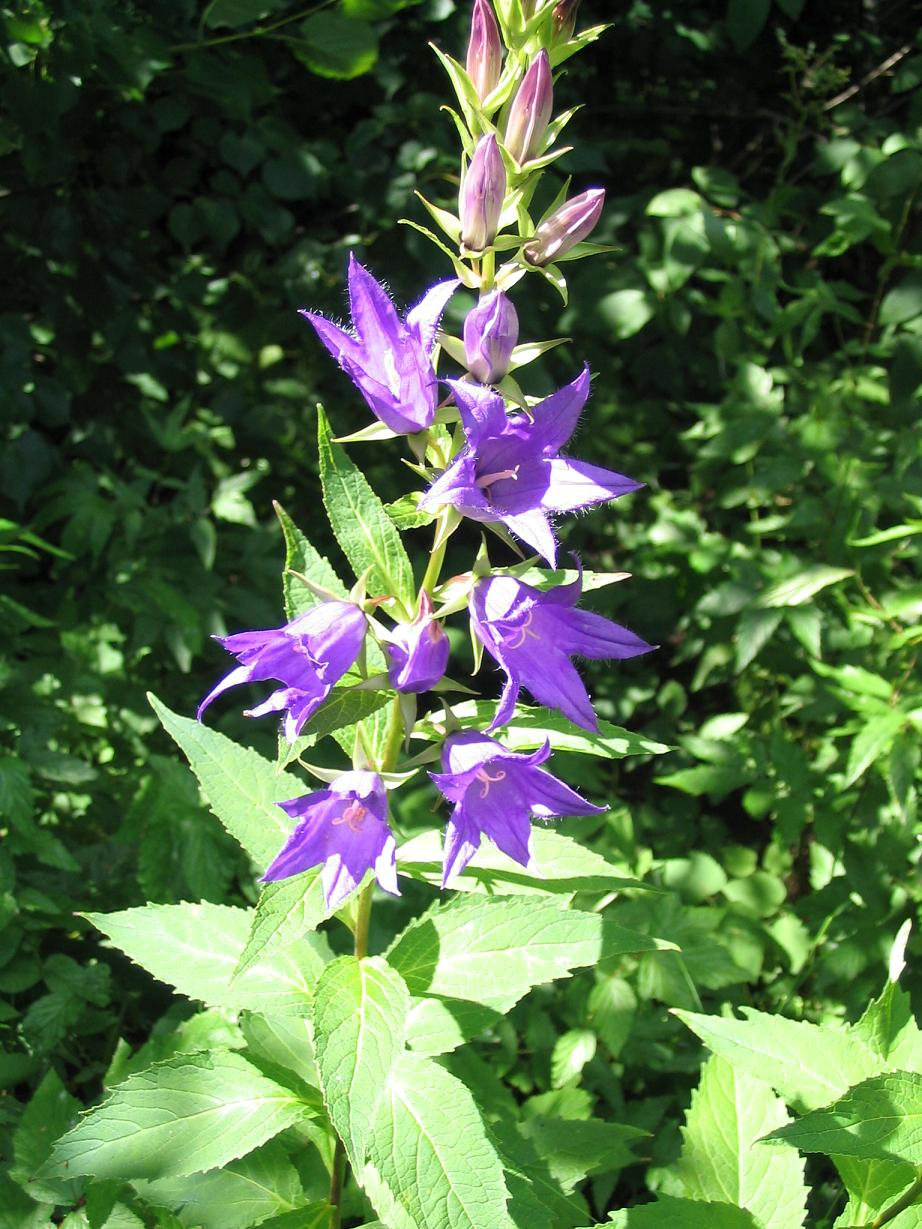
Hässleklocka

Färgensjöarna är ett naturreservat i Hemsjö och Alingsås socknar i Alingsås kommun i Västra Götalands län.
Reservatet är 708 hektar stort, bildades 2012 och förvaltas av Västkuststiftelsen. Det omfattar stora delar av sjöarna Stora och Lilla Färgen. Förutom sjöarna finns värdefulla lövskogar och hagmarker. De tidigare naturskyddade områdena Granön, Stora Slättön och Ljussnopparna ingår i det 2012 bildade reservatet.
Inom området finns 27 rödlistade arter som till exempel kan nämnas flodkräfta, knärot, igelkottsvamp och lunglav. 
Här växer även blåsippa, hässleklocka och vätteros.